# 太原金氏
太原金氏（テウォンギムし、たいげんきんし、朝鮮語: 태원김씨）は、朝鮮の氏族の一つ。本貫は中華人民共和国山西省太原市である。韓国の2015年の人口調査では、2,585人がいる。
太原金氏の始祖は、中国・明の万暦帝時代、福建省の御史に任命された金学曽である。その息子の金坪が朝鮮に帰化した。